# METRO Україна
METRO Cash and Carry (в Україні ТОВ «МЕТРО Кеш енд Кері Україна») — міжнародна торговельна гуртова компанія, що спеціалізується на обслуговуванні HoReCa та приватних підприємців.

## Історія розвитку
У 1964 році було відкрито перший магазин METRO у Дюссельдорфі. У 1968 році перша точка MAKRO з'явилась  у Нідерландах, а через 2 роки — у Бельгії. На цей час у Німеччині вже було запущено 13 ТЦ METRO.
У 1971 році METRO вийшов на ринок Великої Британії, Франції, Австрії.
В Данії відкрився перший MAKRO.
У 1972 METRO запустив роботу магазинів в Іспанії, а MAKRO — в Італії.
У 1984 METRO Cash & Carry мала 100 точок по всій Європі.
У 1990 METRO Cash & Carry з'явився на ринку Туреччини та MAKRO — у Португалії.
У 1991 було відкрито перший магазин MAKRO у Марокко.
У 1992 MAKRO був запущений у Греції.
У 1994 центри гуртової торгівлі METRO відкрились в Угорщині, a MAKRO — в Польщі.
METRO Cash & Carry почала діяльність на ринках Далекого Сходу у 1996, отримавши ліцензію на діяльність по всій території Китаю та відкривши магазин у Шанхаї. Тоді ж було запущено точку в Румунії. У 1997 MAKRO з'явився у Чехії.
У 1998 METRO Group, яка володіла 40 % часткою компанії, придбала європейську частину бізнесу cash & carry, яка належала SHV MAKRO.
Перший магазин бренду у Болгарії було відкрито у 1999 році.
У 2000 році представництво мережі з'явилось у Словаччині.
З 2001 року METRO Cash & Carry почала роботу в Росії та Хорватії.
На ринках Азії точки мережі з'явились у 2002 році у Японії та В'єтнамі.
У 2003 році METRO Cash & Carry вийшов на ринок України та Індії.
У 2004 році перший магазин компанії було відкрито у Молдові.
У 2005 METRO Cash & Carry вийшов на ринок Сербії.
Компанія відкрила свій перший центр гуртової торгівлі в Пакистані у 2007 році.
З 2009 представництво мережі працює в Казахстані.
У 2010 році у METRO Cash & Carry було сформовано 2 ключових бізнес-підрозділи: Європа і Близький Схід, а також Азія і СНД. Компанія вийшла на ринок Єгипту і виходить з ринку Марокко.
Станом на 2011 рік, METRO Cash & Carry управляла мережею з 700 гуртових магазинів в 30 країнах світу. Компанія починає продаж певних товарів в Інтернеті, доступ мали лише кілька регіонів.
У 2012 році компанія відкрила рекордну кількість точок — 12 магазинів у Китаї.
У 2014 році Euro Cater придбала частину бізнесу METRO Cash & Carry у Данії.
У 2015 році посаду генерального директора посів Пітер Бооне.
Під час повномасштабного вторгнення військ РФ до України 2022 року компанія відмовилась зупиняти роботу на російському ринку. Міністр МЗС України Дмитро Кулеба закликав світ бойкотувати компанію. У лютому 2023 року НАЗК України внесло компанію до переліку міжнародних спонсорів війни. 

## Концепція
Термін «cash & carry» з англійської означає «плати готівкою і забирай товар сам». Для покупок у METRO Cash & Carry потрібна безкоштовна картка клієнта — ключ до вигідних оптових цін, мікс-опту та планування закупів, що економить час і гроші. Оформити картку можна швидко через Viber чат-бот, застосунок METRO чи на вході до торговельного центру. 
У відповідь на логістичні виклики, що виникли після початку війни у 2014 році, METRO заснувала власне виробництво в Україні. Через обмеження імпорту та відмову постачальників працювати без готівкових розрахунків компанія обрала шлях внутрішнього виробництва, зберігаючи прозорі податкові стандарти та якість продукції.

## Представництво в Україні

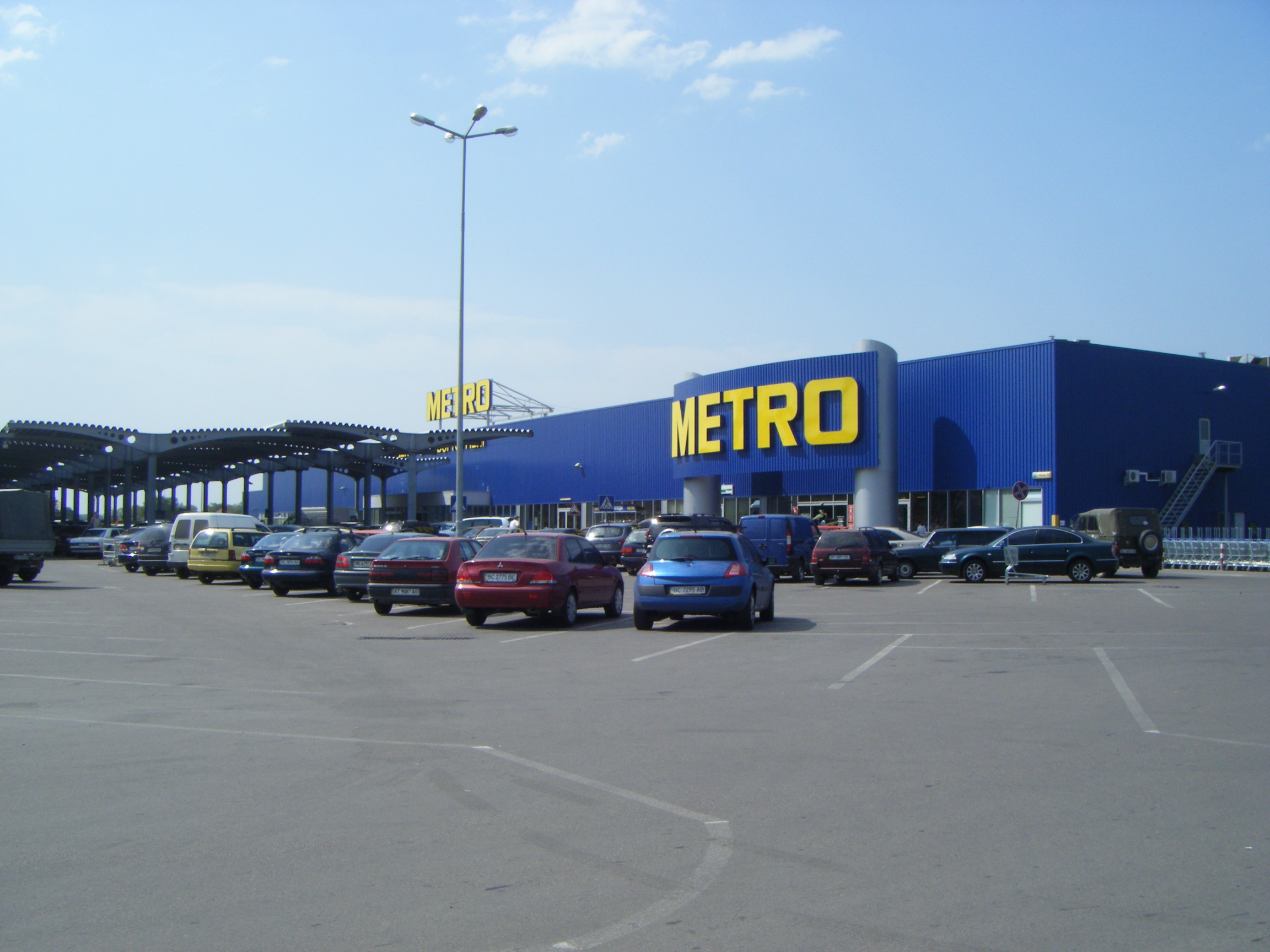
Lviv METRO

20 серпня 2003 року METRO відкрила свою першу точку в Києві на Теремках.
Першим СЕО став Аксель Лухі.
У 2009—2010 році посаду займав Ян Дунінг.
Впродовж 2010—2013 генеральним директором METRO був Жако Булен.
Потім протягом року посаду займав Клаус Ретіг.
У 2014—2018 СЕО був Мартін Шумахер, а з 2018 по 2019 — Олів'є Лангле (2018—2019).
Тіно Цайске був генеральним директором впродовж 2019—2021 рр.
З 2021 року СЕО компанії є Олена Вдовиченко.
МЕТРО Кеш енд Кері Україна співпрацює з 2000 українськими та міжнародними компаніями. 90 % товарів компанія закуповує в українських виробників, дистриб'юторів та імпортерів.
Торговельна площа магазинів складає — 8 000-11 000 м², а загальна площа будівлі — до 16 000 м².
У 2009 році в Україні функціонувало 25 магазинів METRO.
У 2010 році в Україні був запроваджений менший формат ТЦ «METRO База», що пропонував понад 3 000 найменувань товарів, переважно продовольчих, які охоплюють основний асортимент типового мінімаркету. Центри гуртової торгівлі меншого формату доповнюють національну мережу класичних торговельних центрів METRO Cash & Carry.
У 2014 році компанія втратила частину магазинів на території Донбасу та окупованого Криму.
З 2015 року почали функціонувати невеликі точки оптової торгівлі «Бери-Вези» у Тернополі та Луцьку.
У 2016 році було запущено спільний проєкт МЕТРО та Сингента Україна під назвою «Фермове» з метою підтримки українських фермерів.
У 2017—2018 рр.  обсяг продажів МЕТРО Кеш енд Кері Україна становив 523 млн євро.
У 2018 році METRO Cash & Carry стала першою компанією в Україні, яка отримала сертифікацію з якості відповідно до вимог стандартів харчової безпеки ISO 22000:2005.
У 2018—2019 рр. обсяг продажів компанії сягнув 627 млн євро.
У 2019 році компанія відкрила третій ТЦ смартформату «Бери-Вези» у Чернігові.
У 2021 році компанія провела ребрендинг магазинів «Бери-Вези» у Тернополі, Луцьку та Чернігові, оновивши формат, асортимент та загальну концепцію цих ТЦ, які відтепер працюють під брендом METRO.
В Україні працють центри у Києві, Дніпрі, Одесі, Харкові, Львові, Кривому Розі, Полтаві, Вінниці, Запоріжжі, Чернівцях, Миколаєві, Рівному, Івано-Франківську, Житомирі та 3 магазини смартформату у Луцьку, Тернополі та Чернігові.

## Санкції
Материнська компанія має 670 магазинів у 24 країнах, включно з Росією, де працює й після повномасштабного вторгнення РФ до України. 23 лютого 2023 року НАЗК внесло материнську компанію Metro AD до переліку міжнародних спонсорів війни, а також застосувала санкції до філіалу в Росії.

## Соціальна відповідальність

### Sunshine Café
Компанія стала партнером соціального кафе-пекарні Sunshine Café на в METRO Почайна. У кафе працюють люди з інтелектуальними порушеннями та синдромом Дауна. Компанія надає оренду на пільгових умовах, обладнання, посуд, інгредієнти для хліба, консультації.

### Ефективне поводження з харчовими продуктами
У компанії діє політика зі зменшення харчових відходів. З 2011 року METRO співпрацює з Київським БФ «Фудбенк» для зменшення відходів харчової промисловості та боротьби з голодом шляхом передачі товарів тим, хто їх потребує.